# Rudy Vlasselaer
Rudy Vlasselaer (27 september 1965) is een Belgische voormalige atleet, die gespecialiseerd was in de middellange afstand. Hij werd tweemaal Belgisch kampioen.

## Loopbaan
Vlasselaer nam in 1994 op de 1500 m deel aan de Europese indoorkampioenschappen. Hij werd uitgeschakeld in de series. In 1994 en 1995 werd hij Belgisch kampioen veldlopen op de korte cross. 
Vlasselaer was aangesloten bij Atletiekclub Overijse, stapte eind 1988 over naar Daring Club Leuven Atletiek en begin 1991 naar Cercle Athletique Brabant-Wallon.

## Belgische kampioenschappen
| Onderdeel               | Jaar       |
| ----------------------- | ---------- |
| veldlopen (korte cross) | 1994, 1995 |

## Persoonlijke records
Outdoor
| Onderdeel | Prestatie | Datum            | Plaats |
| --------- | --------- | ---------------- | ------ |
| 1500 m    | 3.39,82   | 30 augustus 1993 | Tours  |

Indoor
| Onderdeel | Prestatie | Datum           | Plaats |
| --------- | --------- | --------------- | ------ |
| 1500 m    | 3.41,11   | 29 januari 1994 | Gent   |
| 3000 m    | 7.55,78   | 9 februari 1993 | Gent   |

## Palmares

### 1500 m
- 1990:  BK indoor AC – 3.49,58
- 1991:  BK indoor AC – 3.54,96
- 1991:  BK AC – 3.47,83
- 1992:  BK indoor AC – 3.44,50
- 1994: 5e in series EK indoor te Parijs – 3.51,76
- 1995:  BK indoor AC – 3.46,96

### 3000 m
- 1996:  BK indoor AC – 8.19,48

### veldlopen
- 1992:  BK korte cross te Averbode
- 1994:  BK korte cross te Monceau-sur-Sambre
- 1995:  BK korte cross te Waregem
- 1997:  BK korte cross te Averbode